# David Moscow
David Raphael Moscow (New York City, 14 novembre 1974) è un attore e produttore cinematografico statunitense.

## Biografia
Figlio di Pat e John Moscow , David Moscow apparve sulle scene nel 1986 in un episodio della serie televisiva Kate e Allie. Il suo primo e più importante ruolo fu quello del giovane Josh nel film Big (1988), in cui il suo personaggio si trasforma magicamente in un adulto (interpretato da Tom Hanks). Nello stesso anno recitò anche nel film Il grande viaggio, con Lukas Haas. Nel 1992 apparve nel film-musical per la Disney Gli strilloni, insieme ai giovani Christian Bale, Luke Edwards e Gabriel Damon. Moscow apparve anche nel film Honey (2003), con Jessica Alba.
Per la sua attività negli anni giovanili Moscow ha ottenuto due candidature nell'ambito degli Young Artist Awards, per i film Big e Gli strilloni.

## Filmografia

### Attore

#### Cinema
- Big, regia di Penny Marshall (1988)
- Il grande viaggio (The Wizard of Loneliness), regia di Jenny Bowen (1988)
- Gli strilloni (Newsies), regia di Kenny Ortega (1992)
- Un'avventura molto pericolosa (White Wolves: A Cry in the Wild II), regia di Catherine Cyran (1993)
- Hurricane, regia di Morgan J. Freeman (1997)
- Restaurant, regia di Eric Bross (1998)
- Girl, regia di Jonathan Kahn (1998)
- Strade laterali (Side Streets), regia di Tony Gerber (1998)
- River Red, regia di Eric Drilling (1998)
- Loving Jezebel, regia di Kwyn Bader (1999)
- I ragazzi della mia vita (Riding in Cars with Boys), regia di Penny Marshall (2001)
- Oggi sposi... niente sesso (Just Married), regia di Shawn Levy (2003)
- Honey, regia di Bille Woodruff (2003)
- Nearing Grace, regia di Rick Rosenthal (2005)
- David & Layla, regia di J.J. Alani (2005)
- Looking for Palladin, regia di Andrzej Krakowski (2008)
- Una carriera a tutti i costi (The Promotion), regia di Steve Conrad (2008)
- Misconceptions, regia di Ron Satlof (2008)
- Shattered!, regia di Joseph Rassulo (2008)
- Vacancy 2 - L'inizio (Vacancy 2 - The First Cut), regia di Eric Bross (2009)
- Dead Air, regia di Corbin Bernsen (2009)
- Humdinger, regia di William Heins (2011)
- White Dwarf, regia di Ryan Fox (2014)
- This Is Christmas, regia di Joseph Rassulo (2017)
- One Last Night, regia di Anthony Sabet (2018)

#### Televisione
- Kate e Allie (Kate & Allie) – serie TV, episodi 4x12-4x16 (1986-1987)
- Tornerò a Natale (I'll Be Home for Christmas), regia di Marvin J. Chomsky – film TV (1988)
- Due mamme in casa (Live-In) – serie TV, 9 episodi (1989)
- Living Dolls – serie TV, 12 episodi (1989)
- Seinfeld – serie TV, episodio 8x14 (1997)
- New York Undercover – serie TV, episodio 4x10 (1998)
- Zoe, Duncan, Jack & Jane – serie TV, 26 episodi (1999-2000)
- Legally Blonde, regia di Charles Herman-Wurmfeld – film TV (2003)
- Numb3rs – serie TV, episodio 2x03 (1998)
- Crash and Burn - Dannatamente veloci (Crash and Burn), regia di Russell Mulcahy – film TV (2008)
- Bitter Brew, regia di Nathan Marshall – film TV (2008)
- Last of the Ninth, regia di Carl Franklin – film TV (2009)
- La clinica dei misteri (Borderline Murder), regia di Andrew C. Erin – film TV (2011)

### Produttore
- Under the Silver Lake, regia di David Robert Mitchell (2018)

## Doppiatori italiani
Nelle versioni in italiano delle opere in cui ha recitato, David Moscow è stato doppiato da:
- Roberto Gammino in Honey, Vacancy 2 - L'inizio
- Francesco Bulckaen in Gli strilloni
- Stefano Crescentini in Zoe, Duncan, Jack & Jane
- Alessandro Quarta in Big
- Paolo Vivio in Oggi sposi... niente sesso